# Peasemore
Peasemore är en ort och civil parish i Storbritannien.   Den ligger i kommunen West Berkshire i riksdelen England, i den södra delen av landet, 80 km väster om huvudstaden London. Peasemore ligger 156 meter över havet och antalet invånare är 311.
Terrängen runt Peasemore är platt. Runt Peasemore är det ganska tätbefolkat, med 207 invånare per kvadratkilometer. Närmaste större samhälle är Newbury, 10,3 km söder om Peasemore. Trakten runt Peasemore består till största delen av jordbruksmark.